# Михайлівська сільська громада (Миколаївська область)
Михайлівська сільська громада — колишня об'єднана територіальна громада в Україні, в Миколаївському районі Миколаївської області. Адміністративний центр — село Михайлівка.
Площа громади — 447,62 км², населення — 2851 мешканець (2018).
Утворена 21 липня 2016 року шляхом об'єднання Криничанської та Улянівської сільських рад Миколаївського району.

## Населені пункти
До складу громади входять 6 сіл:
- Кринички
- Михайлівка
- Новогригорівка
- Новоселівка
- Трихатське
- Червоне Поле